# Club Brugge in het seizoen 2016/17
Dit artikel beschrijft de prestaties van voetbalclub Club Brugge in het seizoen 2016/17.

## Spelerskern
| Nr.           | Naam                | Nationaliteit    | Geboortedatum | Vorige club         |
| ------------- | ------------------- | ---------------- | ------------- | ------------------- |
| Keepers       |                     |                  |               |                     |
| 1             | Ludovic Butelle     | Frankrijk        | 03-04-1983    | Angers              |
| 22            | Ethan Horvath       | Verenigde Staten | 09-06-1995    | Molde FK            |
| 41            | Jens Teunckens      | België           | 30-01-1998    | /                   |
| Verdedigers   |                     |                  |               |                     |
| 2             | Ricardo van Rhijn   | Nederland        | 13-06-1991    | Ajax                |
| 4             | Björn Engels        | België           | 15-09-1994    | /                   |
| 5             | Benoît Poulain      | Frankrijk        | 27-05-1987    | KV Kortrijk         |
| 13            | Helibelton Palacios | Colombia         | 09-06-1993    | Deportivo Cali      |
| 21            | Dion Cools          | België           | 04-06-1996    | Oud-Heverlee Leuven |
| 24            | Stefano Denswil     | Nederland        | 07-05-1993    | Ajax                |
| 28            | Laurens De Bock     | België           | 07-11-1992    | KSC Lokeren         |
| 96            | Ahmed Touba         | België           | 13-03-1998    | /                   |
| Middenvelders |                     |                  |               |                     |
| 3             | Timmy Simons        | België           | 11-12-1976    | FC Nürnberg         |
| 6             | Claudemir           | Brazilië         | 27-03-1988    | FC Kopenhagen       |
| 8             | Lior Refaelov       | Israël           | 26-04-1986    | Maccabi Haifa       |
| 11            | José Izquierdo      | Colombia         | 07-07-1992    | Once Caldas         |
| 15            | Tomás Pina          | Spanje           | 14-10-1987    | Villarreal          |
| 17            | Anthony Limbombe    | België           | 15-07-1994    | N.E.C.              |
| 20            | Hans Vanaken        | België           | 24-08-1992    | KSC Lokeren         |
| 25            | Ruud Vormer         | Nederland        | 11-05-1988    | Feyenoord           |
| 27            | Lex Immers          | Nederland        | 08-06-1986    | Cardiff City        |
| 29            | Dorin Rotariu       | Roemenië         | 29-07-1995    | Dinamo Boekarest    |
| 93            | Thibault Vlietinck  | België           | 19-08-1997    | /                   |
| Aanvallers    |                     |                  |               |                     |
| 7             | Wesley Moraes       | Brazilië         | 26-11-1996    | AS Trenčín          |
| 9             | Jelle Vossen        | België           | 22-03-1989    | Burnley FC          |
| 10            | Abdoulay Diaby      | Mali             | 21-03-1991    | Lille OSC           |

- = Aanvoerder

### Technische staf
|                   |                           |               |
| Functie           | Naam                      | Nationaliteit |
| Hoofdcoach        | Michel Preud'homme (foto) | België        |
| Assistent-trainer | Philippe Clement          | België        |
| Assistent-trainer | Stephan Van der Heyden    | België        |
| Assistent-trainer | Stan Van den Buijs        | België        |
| Keepertrainer     | Jan Van Steenberghe       | België        |
| Teammanager       | Dévy Rigaux               | België        |
| Physical coach    | Renaat Philippaerts       | België        |
| Video-analist     | Mario Ballegeer           | België        |

## Uitrustingen
Shirtsponsor(s): Daikin, Proximus, CRAS Woodgroup (mouw) , Pro League + Damiaanactie (mouw)

Sportmerk: Nike
| Thuis | Uit | Alternatief | Alternatief | Alternatief | Doelman | Doelman |

#### Opmerking
1. ↑  Vanaf 2 april 2017.

## Transfers

### Zomer
| Naam                     | Nationaliteit | Van/naar            | Type         |
| ------------------------ | ------------- | ------------------- | ------------ |
| Inkomend                 |               |                     |              |
| Tomás Pina               | Spanje        | Villarreal          | Gekocht      |
| Ricardo van Rhijn        | Nederland     | Ajax                | Gekocht      |
| Anthony Limbombe         | België        | N.E.C.              | Gekocht      |
| Jean-Charles Castelletto | Frankrijk     | Excel Moeskroen     | Einde huur   |
| Waldemar Sobota          | Polen         | FC St. Pauli        | Einde huur   |
| Valerijs Sabala          | Letland       | 1. FK Příbram       | Einde huur   |
| Sokratis Dioudis         | Griekenland   | Panionios           | Einde huur   |
| Mushaga Bakenga          | Noorwegen     | Molde FK            | Einde huur   |
| Yannick Reuten           | België        | ASV Geel            | Einde huur   |
| Fran Brodić              | Kroatië       | Antwerp FC          | Einde huur   |
| Jimmy De Jonghe          | België        | Beerschot-Wilrijk   | Einde huur   |
| Nikola Storm             | België        | Zulte Waregem       | Einde huur   |
| Dylan Seys               | België        | Hapoel Akko         | Einde huur   |
| Uitgaand                 |               |                     |              |
| Davy De fauw             | België        | Zulte Waregem       | Transfervrij |
| Jimmy De Jonghe          | België        | Beerschot Wilrijk   | Transfervrij |
| Michaël Cordier          | België        | La Louvière         | Transfervrij |
| Waldemar Sobota          | Polen         | FC St. Pauli        | Verkocht     |
| Lennert De Smul          | België        | KV Kortrijk         | Verkocht     |
| Jules Combel             | België        | KSC Lokeren         | Verkocht     |
| Thomas Meunier           | België        | Paris Saint-Germain | Verkocht     |
| Tuur Dierckx             | België        | Antwerp FC          | Verkocht     |
| Mushaga Bakenga          | Noorwegen     | Rosenborg BK        | Verkocht     |
| Leandro Pereira          | Brazilië      | Palmeiras           | Huur         |
| Sander Coopman           | België        | Zulte Waregem       | Huur         |
| Valērijs Šabala          | Letland       | Dunajská Streda     | Huur         |
| Bernie Ibini-Isei        | Australië     | Sydney FC           | Huur         |
| Jean-Charles Castelletto | Frankrijk     | Red Star            | Huur         |
| Sinan Bolat              | Turkije       | FC Porto            | Einde huur   |
| Mikel Agu                | Nigeria       | FC Porto            | Einde huur   |

### Winter
| Naam                | Nationaliteit    | Van/naar             | Type         |
| ------------------- | ---------------- | -------------------- | ------------ |
| Inkomend            |                  |                      |              |
| Ethan Horvath       | Verenigde Staten | Molde FK             | Gekocht      |
| Carlos Strandberg   | Zweden           | CSKA Moskou          | Gekocht      |
| Lex Immers          | Nederland        | Cardiff City         | Transfervrij |
| Helibelton Palacios | Colombia         | Deportivo Cali       | Gekocht      |
| Dorin Rotariu       | Roemenië         | Dinamo Boekarest     | Gekocht      |
| Nicolás Castillo    | Chili            | Universidad Católica | Einde huur   |
| Uitgaand            |                  |                      |              |
| Nicolás Castillo    | Chili            | UNAM Pumas           | Verkocht     |
| Felipe Gedoz        | Brazilië         | Atlético Paranaense  | Verkocht     |
| Boli Bolingoli      | België           | Sint-Truidense VV    | Huur         |
| Sébastien Bruzzese  | België           | Sint-Truidense VV    | Huur         |
| Brandon Mechele     | België           | Sint-Truidense VV    | Huur         |
| Nikola Storm        | België           | Oud-Heverlee Leuven  | Huur         |
| Carlos Strandberg   | Zweden           | KVC Westerlo         | Huur         |

## Oefenwedstrijden
Hieronder een overzicht van de oefenwedstrijden die Club Brugge in de aanloop naar en tijdens het seizoen 2016/17 zal spelen.
| Datum      | Thuis/Uit | Tegenstander         | Score | Doelpuntenmaker(s) Club Brugge |
| ---------- | --------- | -------------------- | ----- | ------------------------------ |
| 25-06-2016 | Uit       | Knokke FC (IV)       | 0-3   | Osei-Berkoe (2x), Storm        |
| 29-06-2016 | Uit       | Torhout KM (IV)      | 1-3   | Storm, Bolingoli, Izquierdo    |
| 02-07-2016 | Uit       | KSV Oudenaarde (III) | 1-2   | Simons, Denswil                |
| 06-07-2016 | Uit       | Sjachtar Donetsk     | 2-2   | Storm, Vossen                  |
| 09-07-2016 | Uit       | PAOK Saloniki        | 2-0   |                                |
| 15-07-2016 | Uit       | Olympiakos           | 0-0   |                                |
| 20-07-2016 | Uit       | KSV Roeselare (II)   | 3-1   | Brodić                         |
| 09-08-2016 | Uit       | Antalyaspor          | 0-1   |                                |
| 09-01-2017 | Uit       | Werder Bremen        | 1-1   | Immers                         |
| 12-01-2017 | Uit       | SC Freiburg          | 1-3   | Vossen, Vormer, Wesley         |
| 23-03-2017 | Uit       | UD Marbella (III)    | 0-2   | Immers, Vossen                 |

## Belgische Supercup
|                                     |                          |       |               |                                                                          |
| 23 juli 2016 20:00 (UTC+2) Supercup | Club Brugge              | 2 – 1 | Standard Luik | Jan Breydelstadion, Brugge Toeschouwers: 15.000 Scheidsrechter: Wim Smet |
| 23 juli 2016 20:00 (UTC+2) Supercup | Izquierdo 51' Vormer 62' |       | 39' Santini   | Jan Breydelstadion, Brugge Toeschouwers: 15.000 Scheidsrechter: Wim Smet |

| Club Brugge | Standard |

| Club Brugge:       |    |                    |           |
|                    |    |                    |           |
| GK                 | 1  | Ludovic Butelle    |           |
| RB                 | 21 | Dion Cools         |           |
| CB                 | 3  | Timmy Simons       |           |
| CB                 | 24 | Stefano Denswil    |           |
| LB                 | 28 | Laurens De Bock    |           |
| CM                 | 6  | Claudemir          | 71'       |
| CM                 | 25 | Ruud Vormer        |           |
| AM                 | 20 | Hans Vanaken       | 41'       |
| RW                 | 8  | Lior Refaelov      | 63'       |
| CF                 | 9  | Jelle Vossen       | 85' 90+2' |
| LW                 | 11 | José Izquierdo     | 78'       |
| Wisselspelers:     |    |                    |           |
| DF                 | 2  | Ricardo van Rhijn  |           |
| DF                 | 5  | Benoît Poulain     |           |
| FW                 | 7  | Wesley Moraes      | 90+2'     |
| FW                 | 10 | Abdoulay Diaby     | 63'       |
| GK                 | 16 | Sébastien Bruzzese |           |
| MF                 | 42 | Nikola Storm       |           |
| DF                 | 63 | Boli Bolingoli     | 78'       |
| Coach:             |    |                    |           |
| Michel Preud'homme |    |                    |           |

| Standard Luik   |    |                      |           |
|                 |    |                      |           |
| GK              | 1  | Jean-François Gillet |           |
| RB              | 32 | Collins Fai          |           |
| CB              | 36 | Dino Arslanagic      |           |
| CB              | 13 | Alexander Scholz     |           |
| LB              | 27 | Darwin Andrade       |           |
| CM              | 44 | Ibrahima Cissé       | 44' 76'   |
| CM              | 23 | Adrien Trebel        |           |
| AM              | 15 | Farouk Miya          | 66'       |
| RW              | 7  | Mathieu Dossevi      |           |
| CF              | 18 | Ivan Santini         | 59'       |
| LW              | 22 | Edmilson Junior      |           |
| Wisselspelers:  |    |                      |           |
| DF              | 2  | Réginal Goreux       |           |
| FW              | 9  | Renaud Emond         | 59'       |
| FW              | 19 | Mohamed Yattara      | 76' 90+3' |
| MF              | 21 | Eyong Enoh           |           |
| GK              | 28 | Guillaume Hubert     |           |
| MF              | 30 | Jonathan Legear      | 66'       |
| DF              | 34 | Konstantinos Laifis  |           |
| Coach:          |    |                      |           |
| Yannick Ferrera |    |                      |           |

## Jupiler Pro League

### Wedstrijden
| Wedstrijddetails                                               | Thuisploeg                                                                   | Uitslag                     | Uitploeg                                                | Opstelling | Kaarten                                            |
| -------------------------------------------------------------- | ---------------------------------------------------------------------------- | --------------------------- | ------------------------------------------------------- | --- | -------------------------------------------------- |
| Heenronde                                                      |                                                                              |                             |                                                         | |                                                    |
| 29 juli 2016 20:30 Achter de Kazerne Mechelen                  | KV Mechelen                                                                  | 0-2                         | Club Brugge                                             | Butelle Cools, Simons, Denswil, De Bock Vormer, Claudemir, Vanaken Refaelov (64' Vossen), Diaby (90' Storm), Izquierdo (78' Limbombe) | 67' Vossen 80' Limbombe                            |
| 29 juli 2016 20:30 Achter de Kazerne Mechelen                  |                                                                              | 0-1 0-2                     | 27' Izquierdo 30' Cools                                 | Butelle Cools, Simons, Denswil, De Bock Vormer, Claudemir, Vanaken Refaelov (64' Vossen), Diaby (90' Storm), Izquierdo (78' Limbombe) | 67' Vossen 80' Limbombe                            |
| 5 augustus 2016 20:30 Versluys Arena Oostende                  | KV Oostende                                                                  | 1-0                         | Club Brugge                                             | Butelle Cools, Simons, Denswil, De Bock Vormer, Claudemir, Vanaken Diaby (79' Wesley), Vossen (67' Limbombe), Izquierdo | 80' Claudemir                                      |
| 5 augustus 2016 20:30 Versluys Arena Oostende                  | 90+1' El Ghanassy                                                            | 1-0                         |                                                         | Butelle Cools, Simons, Denswil, De Bock Vormer, Claudemir, Vanaken Diaby (79' Wesley), Vossen (67' Limbombe), Izquierdo | 80' Claudemir                                      |
| 14 augustus 2016 18:00 Jan Breydelstadion Brugge               | Club Brugge                                                                  | 1-0                         | KSC Lokeren                                             | Butelle Cools, Engels, Denswil, De Bock Vormer, Claudemir, Vanaken Refaelov (71' Vossen), Diaby, Izquierdo (53' Bolingoli) | 90' Vossen                                         |
| 14 augustus 2016 18:00 Jan Breydelstadion Brugge               | 22' Refaelov (pen.)                                                          | 1-0                         |                                                         | Butelle Cools, Engels, Denswil, De Bock Vormer, Claudemir, Vanaken Refaelov (71' Vossen), Diaby, Izquierdo (53' Bolingoli) | 90' Vossen                                         |
| 20 augustus 2016 18:00 Guldensporenstadion Kortrijk            | KV Kortrijk                                                                  | 2-1                         | Club Brugge                                             | Butelle Cools, Engels, Denswil, De Bock Vormer, Simons, Vanaken Refaelov (69' Gedoz), Diaby (66' Vossen), Bolingoli | 43' Vormer 44' Engels 54' Bolingoli                |
| 20 augustus 2016 18:00 Guldensporenstadion Kortrijk            | 7' Saadi 11' Saadi                                                           | 1-0 2-0 2-1                 | 33' Vanaken                                             | Butelle Cools, Engels, Denswil, De Bock Vormer, Simons, Vanaken Refaelov (69' Gedoz), Diaby (66' Vossen), Bolingoli | 43' Vormer 44' Engels 54' Bolingoli                |
| 28 augustus 2016 14:30 Jan Breydelstadion Brugge               | Club Brugge                                                                  | 2-2                         | Standard Luik                                           | Butelle Van Rhijn, Engels, Denswil, De Bock Vormer, Simons, Claudemir (76' Vanaken), Gedoz (66' Diaby) Vossen, Wesley (88' Limbombe) | 15' De Bock 43' Gedoz                              |
| 28 augustus 2016 14:30 Jan Breydelstadion Brugge               | 53' Gedoz 90+4' Engels                                                       | 0-1 1-1 1-2 2-2             | 14' Touré 85' Edmilson jr.                              | Butelle Van Rhijn, Engels, Denswil, De Bock Vormer, Simons, Claudemir (76' Vanaken), Gedoz (66' Diaby) Vossen, Wesley (88' Limbombe) | 15' De Bock 43' Gedoz                              |
| 9 september 2016 20:30 Freethiel Beveren                       | Waasland-Beveren                                                             | 1-0                         | Club Brugge                                             | Butelle Van Rhijn, Poulain, Denswil, Bolingoli Simons, Claudemir (46' Izquierdo), Vanaken (76' Engels) Vormer, Diaby, Gedoz (66' Vossen) |                                                    |
| 9 september 2016 20:30 Freethiel Beveren                       | 58' Schrijvers                                                               | 1-0                         |                                                         | Butelle Van Rhijn, Poulain, Denswil, Bolingoli Simons, Claudemir (46' Izquierdo), Vanaken (76' Engels) Vormer, Diaby, Gedoz (66' Vossen) |                                                    |
| 17 september 2016 18:00 Jan Breydelstadion Brugge              | Club Brugge                                                                  | 3-2                         | KAS Eupen                                               | Butelle Van Rhijn, Simons, Denswil, Bolingoli Vormer, Pina (77' Claudemir), Vanaken Limbombe, Vossen (83' Diaby), Izquierdo (81' Gedoz) | 31' Vormer 88' Butelle                             |
| 17 september 2016 18:00 Jan Breydelstadion Brugge              | 27' Vossen (pen.) 64' Denswil 81' Vossen (pen.)                              | 0-1 1-1 2-1 3-1 3-2         | 9' Onyekuru 88' García (pen.)                           | Butelle Van Rhijn, Simons, Denswil, Bolingoli Vormer, Pina (77' Claudemir), Vanaken Limbombe, Vossen (83' Diaby), Izquierdo (81' Gedoz) | 31' Vormer 88' Butelle                             |
| 23 september 2016 20:30 Le Canonnier Moeskroen                 | Excel Moeskroen                                                              | 0-3                         | Club Brugge                                             | Butelle Van Rhijn, Poulain, Denswil, De Bock Vormer (81' Pina), Simons, Claudemir Vanaken, Vossen (86' Wesley), Izquierdo (73' Limbombe) | 33' Van Rhijn                                      |
| 23 september 2016 20:30 Le Canonnier Moeskroen                 |                                                                              | 0-1 0-2 0-3                 | 19' Izquierdo 54' Izquierdo 76' Vossen                  | Butelle Van Rhijn, Poulain, Denswil, De Bock Vormer (81' Pina), Simons, Claudemir Vanaken, Vossen (86' Wesley), Izquierdo (73' Limbombe) | 33' Van Rhijn                                      |
| 2 oktober 2016 14:30 Jan Breydelstadion Brugge                 | Club Brugge                                                                  | 1-0                         | AA Gent                                                 | Butelle Van Rhijn, Poulain, Denswil, Cools Vormer, Simons, Pina (46' Claudemir) Diaby, Wesley (76' Vossen), Limbombe (67' Bolingoli) | 68' Denswil 89' Diaby                              |
| 2 oktober 2016 14:30 Jan Breydelstadion Brugge                 | 42' Van Rhijn                                                                | 1-0                         |                                                         | Butelle Van Rhijn, Poulain, Denswil, Cools Vormer, Simons, Pina (46' Claudemir) Diaby, Wesley (76' Vossen), Limbombe (67' Bolingoli) | 68' Denswil 89' Diaby                              |
| 14 oktober 2016 20:30 Stade du Pays de Charleroi Charleroi     | Sporting Charleroi                                                           | 1-0                         | Club Brugge                                             | Butelle Van Rhijn, Poulain, Denswil, Cools Claudemir, Simons, Vanaken Vossen (90' Vlietinck), Wesley, Bolingoli (65' Storm) | 56' Simons                                         |
| 14 oktober 2016 20:30 Stade du Pays de Charleroi Charleroi     | 90' Bedia                                                                    | 1-0                         |                                                         | Butelle Van Rhijn, Poulain, Denswil, Cools Claudemir, Simons, Vanaken Vossen (90' Vlietinck), Wesley, Bolingoli (65' Storm) | 56' Simons                                         |
| 23 oktober 2016 14:30 Jan Breydelstadion Brugge                | Club Brugge                                                                  | 2-1                         | RSC Anderlecht                                          | Butelle Van Rhijn, Poulain, Denswil, Cools Claudemir, Simons, Vanaken Vormer, Vossen (65' Wesley), Limbombe (80' Diaby) | 31' Cools 64' Vossen 71' Claudemir 72' Wesley      |
| 23 oktober 2016 14:30 Jan Breydelstadion Brugge                | 9' Vanaken 47' Vormer                                                        | 1-0 2-0 2-1                 | 87' Teodorczyk                                          | Butelle Van Rhijn, Poulain, Denswil, Cools Claudemir, Simons, Vanaken Vormer, Vossen (65' Wesley), Limbombe (80' Diaby) | 31' Cools 64' Vossen 71' Claudemir 72' Wesley      |
| 26 oktober 2016 20:30 Jan Breydelstadion Brugge                | Club Brugge                                                                  | 4-0                         | KVC Westerlo                                            | Butelle Van Rhijn, Poulain, Denswil, Cools Pina, Claudemir, Vanaken (64' Diaby) Vormer (80' Vlietinck), Vossen, Limbombe (71' Storm) |                                                    |
| 26 oktober 2016 20:30 Jan Breydelstadion Brugge                | 13' Cools 45+1' Vormer 78' Pina 88' Cools                                    | 1-0 2-0 3-0 4-0             |                                                         | Butelle Van Rhijn, Poulain, Denswil, Cools Pina, Claudemir, Vanaken (64' Diaby) Vormer (80' Vlietinck), Vossen, Limbombe (71' Storm) |                                                    |
| 29 oktober 2016 18:00 Regenboogstadion Waregem                 | Zulte Waregem                                                                | 0-0                         | Club Brugge                                             | Butelle Van Rhijn, Simons, Denswil, Cools Pina, Claudemir, Vanaken Vormer, Vossen (71' Diaby), Limbombe (87' Storm) | 83' Pina                                           |
| 29 oktober 2016 18:00 Regenboogstadion Waregem                 |                                                                              |                             |                                                         | Butelle Van Rhijn, Simons, Denswil, Cools Pina, Claudemir, Vanaken Vormer, Vossen (71' Diaby), Limbombe (87' Storm) | 83' Pina                                           |
| 6 november 2016 14:30 Jan Breydelstadion Brugge                | Club Brugge                                                                  | 1-1                         | KRC Genk                                                | Butelle Van Rhijn, Poulain, Denswil, Cools Simons, Claudemir (57' Izquierdo), Vanaken (74' Wesley) Vormer, Vossen, Limbombe | 27' Cools 74' Denswil                              |
| 6 november 2016 14:30 Jan Breydelstadion Brugge                | 85' Vossen                                                                   | 0-1 1-1                     | 49' Buffel                                              | Butelle Van Rhijn, Poulain, Denswil, Cools Simons, Claudemir (57' Izquierdo), Vanaken (74' Wesley) Vormer, Vossen, Limbombe | 27' Cools 74' Denswil                              |
| 18 november 2016 20:30 Stayen Sint-Truiden                     | Sint-Truiden                                                                 | 0-1                         | Club Brugge                                             | Butelle Van Rhijn, Poulain, Denswil, Cools Vormer, Simons, Claudemir, Izquierdo (62' Limbombe) Wesley (62' Vanaken), Vossen | 27' Izquierdo 46' Vossen 83' Van Rhijn             |
| 18 november 2016 20:30 Stayen Sint-Truiden                     |                                                                              | 0-1                         | 90+5' Vossen (pen.)                                     | Butelle Van Rhijn, Poulain, Denswil, Cools Vormer, Simons, Claudemir, Izquierdo (62' Limbombe) Wesley (62' Vanaken), Vossen | 27' Izquierdo 46' Vossen 83' Van Rhijn             |
| Terugronde                                                     |                                                                              |                             |                                                         | |                                                    |
| 25 november 2016 20:30 Jan Breydelstadion Brugge               | Club Brugge                                                                  | 6-1                         | KV Mechelen                                             | Butelle Van Rhijn, Poulain, Denswil, De Bock Vormer, Claudemir, Vanaken Limbombe (69' Gedoz), Vossen (83' Wesley), Izquierdo (69' Refaelov) | 58' Denswil                                        |
| 25 november 2016 20:30 Jan Breydelstadion Brugge               | 39' Vossen (pen.) 49' Izquierdo 51' Vossen 64' Vossen 78' Vanaken 82' Vossen | 1-0 2-0 2-1 3-1 4-1 5-1 6-1 | 50' Bjelica                                             | Butelle Van Rhijn, Poulain, Denswil, De Bock Vormer, Claudemir, Vanaken Limbombe (69' Gedoz), Vossen (83' Wesley), Izquierdo (69' Refaelov) | 58' Denswil                                        |
| 3 december 2016 18:00 Jan Breydelstadion Brugge                | Club Brugge                                                                  | 2-0                         | KV Oostende                                             | Butelle Van Rhijn, Poulain, Denswil, Cools Vormer, Simons, Vanaken Limbombe (73' Refaelov), Vossen, Izquierdo (86' Claudemir) | 52' Denswil 76' Poulain                            |
| 3 december 2016 18:00 Jan Breydelstadion Brugge                | 58' Izquierdo 90+4' Vossen (pen.)                                            | 1-0 2-0                     |                                                         | Butelle Van Rhijn, Poulain, Denswil, Cools Vormer, Simons, Vanaken Limbombe (73' Refaelov), Vossen, Izquierdo (86' Claudemir) | 52' Denswil 76' Poulain                            |
| 11 december 2016 14:30 Constant Vanden Stockstadion Anderlecht | RSC Anderlecht                                                               | 0-0                         | Club Brugge                                             | Butelle Van Rhijn, Poulain, Denswil, Cools Claudemir, Simons, Vanaken Vormer, Vossen (84' Wesley), Limbombe (67' Refaelov) | 24' Denswil                                        |
| 11 december 2016 14:30 Constant Vanden Stockstadion Anderlecht |                                                                              |                             |                                                         | Butelle Van Rhijn, Poulain, Denswil, Cools Claudemir, Simons, Vanaken Vormer, Vossen (84' Wesley), Limbombe (67' Refaelov) | 24' Denswil                                        |
| 18 december 2016 18:00 Jan Breydelstadion Brugge               | Club Brugge                                                                  | 5-1                         | KV Kortrijk                                             | Butelle Van Rhijn, Engels, Poulain, Cools Vormer, Simons (84' Pina), Vanaken Refaelov (74' Claudemir), Vossen, Izquierdo (65' Bolingoli) | 28' Cools 58' Vormer 78' Claudemir                 |
| 18 december 2016 18:00 Jan Breydelstadion Brugge               | 13' Van Rhijn 21' Refaelov 70' Vanaken 81' Vossen 84' Vormer                 | 1-0 2-0 3-0 4-0 5-0 5-1     | 90+2' Veldwijk                                          | Butelle Van Rhijn, Engels, Poulain, Cools Vormer, Simons (84' Pina), Vanaken Refaelov (74' Claudemir), Vossen, Izquierdo (65' Bolingoli) | 28' Cools 58' Vormer 78' Claudemir                 |
| 21 december 2016 20:30 Kehrwegstadion Eupen                    | KAS Eupen                                                                    | 1-4                         | Club Brugge                                             | Butelle Van Rhijn, Poulain, Denswil, Cools Vormer (87' Storm), Simons, Vanaken Refaelov (79' Claudemir), Vossen, Izquierdo (73' Bolingoli) | 73' Izquierdo 86' Vormer                           |
| 21 december 2016 20:30 Kehrwegstadion Eupen                    | 11' Sylla                                                                    | 1-0 1-1 1-2 1-3 1-4         | 15' Vormer 25' Blondelle (own) 40' Vormer 54' Izquierdo | Butelle Van Rhijn, Poulain, Denswil, Cools Vormer (87' Storm), Simons, Vanaken Refaelov (79' Claudemir), Vossen, Izquierdo (73' Bolingoli) | 73' Izquierdo 86' Vormer                           |
| 26 december 2016 20:30 Jan Breydelstadion Brugge               | Club Brugge                                                                  | 2-1                         | Excel Moeskroen                                         | Butelle Van Rhijn, Engels, Denswil, Cools Vormer, Simons, Vanaken Refaelov (80' Claudemir), Vossen, Izquierdo | 56' Cools                                          |
| 26 december 2016 20:30 Jan Breydelstadion Brugge               | 61' Van Rhijn 68' Vossen                                                     | 0-1 1-1 2-1                 | 8' Nkaka                                                | Butelle Van Rhijn, Engels, Denswil, Cools Vormer, Simons, Vanaken Refaelov (80' Claudemir), Vossen, Izquierdo | 56' Cools                                          |
| 22 januari 2017 14:30 Stade Maurice Dufrasne Luik              | Standard Luik                                                                | 0-3                         | Club Brugge                                             | Butelle Engels, Poulain (62' Palacios), Denswil Cools, Vormer, Simons, Vanaken, Izquierdo (84' Immers) Refaelov, Vossen (58' Wesley) | 33' Denswil                                        |
| 22 januari 2017 14:30 Stade Maurice Dufrasne Luik              |                                                                              | 0-1 0-2 0-3                 | 22' Vossen 66' Vormer 70' Wesley                        | Butelle Engels, Poulain (62' Palacios), Denswil Cools, Vormer, Simons, Vanaken, Izquierdo (84' Immers) Refaelov, Vossen (58' Wesley) | 33' Denswil                                        |
| 25 januari 2017 20:30 Jan Breydelstadion Brugge                | Club Brugge                                                                  | 2-1                         | Waasland-Beveren                                        | Butelle Engels, Denswil, De Bock Palacios, Simons, Vormer, Izquierdo (88' Diaby) Immers (64' Vossen), Wesley (76' Refaelov), Vanaken | 65' Vanaken                                        |
| 25 januari 2017 20:30 Jan Breydelstadion Brugge                | 9' Immers 75' Izquierdo                                                      | 1-0 1-1 2-1                 | 54' Gano                                                | Butelle Engels, Denswil, De Bock Palacios, Simons, Vormer, Izquierdo (88' Diaby) Immers (64' Vossen), Wesley (76' Refaelov), Vanaken | 65' Vanaken                                        |
| 29 januari 2017 14:30 Ghelamco Arena Gent                      | AA Gent                                                                      | 2-0                         | Club Brugge                                             | Butelle Palacios, Engels, Denswil, Cools Vormer, Simons (82' Immers), Vanaken Refaelov (59' Diaby), Vossen (71' Wesley), Izquierdo | 45' Refaelov 56' Cools 72' Palacios                |
| 29 januari 2017 14:30 Ghelamco Arena Gent                      | 53' Kubo 90+3' Coulibaly                                                     | 1-0 2-0                     |                                                         | Butelle Palacios, Engels, Denswil, Cools Vormer, Simons (82' Immers), Vanaken Refaelov (59' Diaby), Vossen (71' Wesley), Izquierdo | 45' Refaelov 56' Cools 72' Palacios                |
| 5 februari 2017 14:30 Jan Breydelstadion Brugge                | Club Brugge                                                                  | 1-0                         | Sporting Charleroi                                      | Butelle Palacios (46' Wesley), Engels, Denswil, De Bock Vormer, Simons, Vanaken Refaelov (81' Rotariu), Vossen (89' Claudemir), Izquierdo | 87' Izquierdo                                      |
| 5 februari 2017 14:30 Jan Breydelstadion Brugge                | 72' Vossen                                                                   | 1-0                         |                                                         | Butelle Palacios (46' Wesley), Engels, Denswil, De Bock Vormer, Simons, Vanaken Refaelov (81' Rotariu), Vossen (89' Claudemir), Izquierdo | 87' Izquierdo                                      |
| 12 februari 2017 18:00 Daknamstadion Lokeren                   | KSC Lokeren                                                                  | 1-0                         | Club Brugge                                             | Butelle Cools (69' Wesley), Engels, Denswil, De Bock Vormer, Simons, Vanaken Refaelov (69' Rotariu), Vossen, Izquierdo | 87' Izquierdo                                      |
| 12 februari 2017 18:00 Daknamstadion Lokeren                   | 27' De Sutter                                                                | 1-0                         |                                                         | Butelle Cools (69' Wesley), Engels, Denswil, De Bock Vormer, Simons, Vanaken Refaelov (69' Rotariu), Vossen, Izquierdo | 87' Izquierdo                                      |
| 17 februari 2017 20:30 't Kuipje Westerlo                      | KVC Westerlo                                                                 | 1-2                         | Club Brugge                                             | Butelle Engels, Simons, Denswil Cools (63' Immers), Vormer, Claudemir, Izquierdo Rotariu (79' Refaelov), Vossen (63' Diaby), Vanaken |                                                    |
| 17 februari 2017 20:30 't Kuipje Westerlo                      | 16' Ganvoula                                                                 | 1-0 1-1 1-2                 | 72' Miletić (own) 83' Vanaken                           | Butelle Engels, Simons, Denswil Cools (63' Immers), Vormer, Claudemir, Izquierdo Rotariu (79' Refaelov), Vossen (63' Diaby), Vanaken |                                                    |
| 24 februari 2017 20:30 Jan Breydelstadion Brugge               | Club Brugge                                                                  | 5-0                         | Zulte Waregem                                           | Butelle Engels, Denswil, De Bock Vormer, Simons, Claudemir, Izquierdo (67' Immers) Refaelov (66' Diaby), Vossen (76' Rotariu), Vanaken |                                                    |
| 24 februari 2017 20:30 Jan Breydelstadion Brugge               | 4' Vormer 28' Engels 32' Izquierdo 41' Vormer 70' Vossen (pen.)              | 1-0 2-0 3-0 4-0 5-0         |                                                         | Butelle Engels, Denswil, De Bock Vormer, Simons, Claudemir, Izquierdo (67' Immers) Refaelov (66' Diaby), Vossen (76' Rotariu), Vanaken |                                                    |
| 4 maart 2017 20:00 Luminus Arena Genk                          | KRC Genk                                                                     | 2-1                         | Club Brugge                                             | Butelle Van Rhijn, Engels, Denswil, De Bock Vormer, Simons (83' Rotariu), Vanaken Refaelov (61' Wesley), Vossen (61' Diaby), Izquierdo | 20' De Bock 64' Van Rhijn 90+2' Van Rhijn          |
| 4 maart 2017 20:00 Luminus Arena Genk                          | 5' Samatta 42' Samatta                                                       | 1-0 2-0 2-1                 | 43' Izquierdo                                           | Butelle Van Rhijn, Engels, Denswil, De Bock Vormer, Simons (83' Rotariu), Vanaken Refaelov (61' Wesley), Vossen (61' Diaby), Izquierdo | 20' De Bock 64' Van Rhijn 90+2' Van Rhijn          |
| 12 maart 2017 14:30 Jan Breydelstadion Brugge                  | Club Brugge                                                                  | 2-2                         | Sint-Truiden                                            | Butelle Vormer, Engels, Denswil, De Bock Claudemir, Simons, Vanaken Refaelov (46' Wesley), Vossen, Rotariu (71' Poulain) Club Brugge speelde in uniek thuistenue met als opschrift #ThanksFans voor 125 jaar. Dit stond onder reguliere shirtsponsor DAIKIN te lezen. | 38' Butelle                                        |
| 12 maart 2017 14:30 Jan Breydelstadion Brugge                  | 52' Vanaken 58' Claudemir                                                    | 0-1 1-1 2-1 2-2             | 38' De Petter 84' Gerkens                               | Butelle Vormer, Engels, Denswil, De Bock Claudemir, Simons, Vanaken Refaelov (46' Wesley), Vossen, Rotariu (71' Poulain) Club Brugge speelde in uniek thuistenue met als opschrift #ThanksFans voor 125 jaar. Dit stond onder reguliere shirtsponsor DAIKIN te lezen. | 38' Butelle                                        |
| Play-off I                                                     |                                                                              |                             |                                                         | |                                                    |
| 2 april 2017 18:00 Ghelamco Arena Gent                         | AA Gent                                                                      | 2-1                         | Club Brugge                                             | Butelle Van Rhijn, Poulain, Denswil, De Bock Claudemir, Simons (61' Engels), Immers Vormer, Wesley (24' Vossen), Vanaken | 38' Vossen 41' Poulain 45' Claudemir               |
| 2 april 2017 18:00 Ghelamco Arena Gent                         | 25' Simon 45+1' Simon (pen.)                                                 | 0-1 1-1 2-1                 | 8' Wesley                                               | Butelle Van Rhijn, Poulain, Denswil, De Bock Claudemir, Simons (61' Engels), Immers Vormer, Wesley (24' Vossen), Vanaken | 38' Vossen 41' Poulain 45' Claudemir               |
| 8 april 2017 18:00 Jan Breydelstadion Brugge                   | Club Brugge                                                                  | 1-1                         | Sporting Charleroi                                      | Butelle Van Rhijn, Poulain (46' Engels), Denswil, De Bock Claudemir (46' Rotariu), Simons, Immers (76' Limbombe) Vormer, Wesley, Vanaken | 86' Simons                                         |
| 8 april 2017 18:00 Jan Breydelstadion Brugge                   | 48' Wesley                                                                   | 1-0 1-1                     | 75' Bedia (pen.)                                        | Butelle Van Rhijn, Poulain (46' Engels), Denswil, De Bock Claudemir (46' Rotariu), Simons, Immers (76' Limbombe) Vormer, Wesley, Vanaken | 86' Simons                                         |
| 17 april 2017 14:30 Regenboogstadion Waregem                   | Zulte Waregem                                                                | 2-2                         | Club Brugge                                             | Butelle Vormer, Engels, Denswil, De Bock Claudemir, Simons (70' Vossen), Vanaken Limbombe, Wesley (83' Immers), Izquierdo (76' Refaelov) | 60' Simons 65' Claudemir 90+3' Immers              |
| 17 april 2017 14:30 Regenboogstadion Waregem                   | 13' Leye (pen.) 28' Dalsgaard                                                | 1-0 2-0 2-1 2-2             | 33' Vanaken 54' Wesley                                  | Butelle Vormer, Engels, Denswil, De Bock Claudemir, Simons (70' Vossen), Vanaken Limbombe, Wesley (83' Immers), Izquierdo (76' Refaelov) | 60' Simons 65' Claudemir 90+3' Immers              |
| 23 april 2017 18:00 Constant Vanden Stockstadion Anderlecht    | RSC Anderlecht                                                               | 2-0                         | Club Brugge                                             | Butelle Van Rhijn (64' Palacios), Engels, Denswil, De Bock Vormer, Simons, Vanaken Limbombe (78' Vossen), Wesley, Izquierdo (54' Claudemir) | 38' Izquierdo 39' Vormer 45' Vormer 74' Limbombe   |
| 23 april 2017 18:00 Constant Vanden Stockstadion Anderlecht    | 21' Dendoncker 34' Kara                                                      | 1-0 2-0                     |                                                         | Butelle Van Rhijn (64' Palacios), Engels, Denswil, De Bock Vormer, Simons, Vanaken Limbombe (78' Vossen), Wesley, Izquierdo (54' Claudemir) | 38' Izquierdo 39' Vormer 45' Vormer 74' Limbombe   |
| 26 april 2017 20:30 Jan Breydelstadion Brugge                  | Club Brugge                                                                  | 3-1                         | KV Oostende                                             | Butelle Palacios, Poulain, Denswil, De Bock (45' Cools) Claudemir, Simons, Vanaken Rotariu (79' Limbombe), Vossen, Izquierdo (88' Engels) | 71' Simons                                         |
| 26 april 2017 20:30 Jan Breydelstadion Brugge                  | 32' Vossen 33' Izquierdo 69' Izquierdo                                       | 0-1 1-1 2-1 3-1             | 15' Dimata                                              | Butelle Palacios, Poulain, Denswil, De Bock (45' Cools) Claudemir, Simons, Vanaken Rotariu (79' Limbombe), Vossen, Izquierdo (88' Engels) | 71' Simons                                         |
| 1 mei 2017 18:00 Jan Breydelstadion Brugge                     | Club Brugge                                                                  | 2-1                         | Zulte Waregem                                           | Butelle Palacios, Poulain, Denswil, Cools Claudemir, Vormer, Vanaken Rotariu (69' Limbombe), Vossen, Izquierdo (80' Touba) |                                                    |
| 1 mei 2017 18:00 Jan Breydelstadion Brugge                     | 21' Vanaken 40' Rotariu                                                      | 0-1 1-1 2-1                 | 6' Derijck                                              | Butelle Palacios, Poulain, Denswil, Cools Claudemir, Vormer, Vanaken Rotariu (69' Limbombe), Vossen, Izquierdo (80' Touba) |                                                    |
| 5 mei 2017 20:30 Stade du Pays de Charleroi Charleroi          | Sporting Charleroi                                                           | 1-3                         | Club Brugge                                             | Horvath Palacios, Engels, Denswil, Touba (88' Cools) Claudemir, Vormer, Vanaken Rotariu (80' Simons), Vossen (73' Wesley), Izquierdo |                                                    |
| 5 mei 2017 20:30 Stade du Pays de Charleroi Charleroi          | 47' Pollet                                                                   | 0-1 1-1 1-2 1-3             | 45+1' Izquierdo 48' Izquierdo 77' Izquierdo             | Horvath Palacios, Engels, Denswil, Touba (88' Cools) Claudemir, Vormer, Vanaken Rotariu (80' Simons), Vossen (73' Wesley), Izquierdo |                                                    |
| 14 mei 2017 18:00 Jan Breydelstadion Brugge                    | Club Brugge                                                                  | 1-1                         | RSC Anderlecht                                          | Horvath Palacios, Engels, Denswil, Touba (88' Immers) Claudemir, Vormer, Vanaken Rotariu (60' Limbombe), Vossen (75' Wesley), Izquierdo | 39' Vanaken 64' Engels                             |
| 14 mei 2017 18:00 Jan Breydelstadion Brugge                    | 36' Vormer                                                                   | 0-1 1-1                     | 9' Hanni                                                | Horvath Palacios, Engels, Denswil, Touba (88' Immers) Claudemir, Vormer, Vanaken Rotariu (60' Limbombe), Vossen (75' Wesley), Izquierdo | 39' Vanaken 64' Engels                             |
| 18 mei 2017 20:30 Versluys Arena Oostende                      | KV Oostende                                                                  | 2-1                         | Club Brugge                                             | Horvath Palacios (60' Refaelov), Simons, Denswil, Touba Claudemir, Vormer, Vanaken Rotariu (46' Limbombe), Vossen (59' Wesley), Izquierdo | 24' Rotariu 29' Touba 42' Palacios 90+4' Claudemir |
| 18 mei 2017 20:30 Versluys Arena Oostende                      | 30' Rozehnal 82' Akpala                                                      | 1-0 1-1 2-1                 | 72' Wesley                                              | Horvath Palacios (60' Refaelov), Simons, Denswil, Touba Claudemir, Vormer, Vanaken Rotariu (46' Limbombe), Vossen (59' Wesley), Izquierdo | 24' Rotariu 29' Touba 42' Palacios 90+4' Claudemir |
| 21 mei 2017 14:30 Jan Breydelstadion Brugge                    | Club Brugge                                                                  | 2-1                         | AA Gent                                                 | Horvath Palacios, Poulain, Denswil, Cools Refaelov (75' Simons), Vormer, Vanaken, Limbombe Vossen (87' Immers), Wesley (80' Touba) | 14' Vossen 61' Wesley 90+1' Vanaken                |
| 21 mei 2017 14:30 Jan Breydelstadion Brugge                    | 24' Wesley 57' Vanaken                                                       | 1-0 2-0 2-1                 | 70' Saief                                               | Horvath Palacios, Poulain, Denswil, Cools Refaelov (75' Simons), Vormer, Vanaken, Limbombe Vossen (87' Immers), Wesley (80' Touba) | 14' Vossen 61' Wesley 90+1' Vanaken                |

### Overzicht
| Speeldag  | 1 | 2 | 3 | 4 | 5 | 6  | 7  | 8  | 9  | 10 | 11 | 12 | 13 | 14 | 15 | 16 | 17 | 18 | 19 | 20 | 21 | 22 | 23 | 24 | 25 | 26 | 27 | 28 | 29 | 30 |  | 1  | 2  | 3  | 4  | 5  | 6  | 7  | 8  | 9  | 10 |
| --------- | - | - | - | - | - | -- | -- | -- | -- | -- | -- | -- | -- | -- | -- | -- | -- | -- | -- | -- | -- | -- | -- | -- | -- | -- | -- | -- | -- | -- |  | -- | -- | -- | -- | -- | -- | -- | -- | -- | -- |
| Resultaat | w | v | w | v | g | v  | w  | w  | w  | v  | w  | w  | g  | g  | w  | w  | w  | g  | w  | w  | w  | w  | w  | v  | w  | v  | w  | w  | v  | g  |  | v  | g  | g  | v  | w  | w  | w  | g  | v  | w  |
| Punten    | 3 | 3 | 6 | 6 | 7 | 7  | 10 | 13 | 16 | 16 | 19 | 22 | 23 | 24 | 27 | 30 | 33 | 34 | 37 | 40 | 43 | 46 | 49 | 49 | 52 | 52 | 55 | 58 | 58 | 59 |  | 30 | 31 | 32 | 32 | 35 | 38 | 41 | 42 | 42 | 45 |
| Positie   | 2 | 7 | 4 | 7 | 9 | 10 | 9  | 7  | 3  | 6  | 4  | 4  | 5  | 4  | 4  | 3  | 2  | 2  | 1  | 1  | 1  | 1  | 1  | 1  | 1  | 1  | 1  | 1  | 1  | 2  |  | 2  | 2  | 3  | 3  | 3  | 2  | 2  | 2  | 2  | 2  |

### Klassement

#### Reguliere competitie
| Pos | Team               | Wed | W  | G  | V  | Ptn | DV | DT | +/− |       |
| --- | ------------------ | --- | -- | -- | -- | --- | -- | -- | --- | ----- |
| 1   | RSC Anderlecht     | 30  | 18 | 7  | 5  | 61  | 67 | 30 | +37 | PO I  |
| 2   | Club Brugge        | 30  | 18 | 5  | 7  | 59  | 56 | 24 | +32 | PO I  |
| 3   | Zulte Waregem      | 30  | 15 | 9  | 6  | 54  | 47 | 40 | +7  | PO I  |
| 4   | KAA Gent           | 30  | 14 | 8  | 8  | 50  | 45 | 29 | +16 | PO I  |
| 5   | KV Oostende        | 30  | 14 | 8  | 8  | 50  | 52 | 37 | +15 | PO I  |
| 6   | Sporting Charleroi | 30  | 13 | 10 | 7  | 49  | 33 | 31 | +2  | PO I  |
| 7   | KV Mechelen        | 30  | 14 | 6  | 10 | 48  | 41 | 36 | +5  | PO II |

PO I: Play-off I, PO II: Play-off II, : Degradeert na dit seizoen naar Eerste Klasse B

#### Play-off I
| Pos | Team               | Wed | W | G | V | Ptn | DV | DT | +/− |                             |
| --- | ------------------ | --- | - | - | - | --- | -- | -- | --- | --------------------------- |
| 1   | RSC Anderlecht     | 10  | 6 | 3 | 1 | 52  | 14 | 6  | +8  | Groepsfase Champions League |
| 2   | Club Brugge        | 10  | 4 | 3 | 3 | 45  | 16 | 14 | +2  | Voorrondes Champions League |
| 3   | AA Gent            | 10  | 4 | 4 | 2 | 41  | 16 | 11 | +5  | Voorrondes Europa League    |
| 4   | KV Oostende        | 10  | 3 | 3 | 4 | 37  | 14 | 17 | −3  | Barrage tegen winnaar PO II |
| 5   | Sporting Charleroi | 10  | 2 | 4 | 4 | 35  | 10 | 13 | −3  |                             |
| 6   | SV Zulte Waregem   | 10  | 1 | 3 | 6 | 33  | 12 | 21 | −9  | Groepsfase Europa League    |

1. ↑  SV Zulte Waregem kwalificeerde zich voor de groepsfase van de Europa League na winst van de Beker van België 2016-17.

#### Uitrustingen reguliere competitie
| MEC (uit) | OOS (uit) | LOK (thuis) | KOR (uit) | STA (thuis) | WAAS (uit) | EUP (thuis) | MOE (uit) | GNT (thuis) | CHA (uit) |

| RSCA (thuis) | WES (thuis) | ZWA (uit) | GNK (thuis) | STVV (uit) | MEC (thuis) | OOS (thuis) | RSCA (uit) | KOR (thuis) | EUP (uit) |

| MOE (thuis) | STA (uit) | WAAS (thuis) | GNT (uit) | CHA (thuis) | LOK (uit) | WES (uit) | ZWA (thuis) | GNK (uit) |  | STVV (thuis) |

#### Uitrustingen Play-offs
| GNT (uit) | CHA (thuis) | ZWA (uit) | RSCA (uit) | OOS (thuis) |

| ZWA (thuis) | CHA (uit) | RSCA (thuis) | OOS (uit) | GNT (thuis) |

## UEFA Champions League

### Wedstrijden
| UEFA Champions League                               |                                                             |                 |                                            | |                                                |
| Wedstrijddetails                                    | Thuisploeg                                                  | Uitslag         | Uitploeg                                   | Opstelling | Kaarten                                        |
| Groepsfase                                          |                                                             |                 |                                            | |                                                |
| 14 september 2016 20:45 Jan Breydelstadion Brugge   | Club Brugge                                                 | 0-3             | Leicester City                             | Butelle Van Rhijn, Engels (53' Poulain), Simons, Denswil, De Bock Vanaken, Vormer, Pina, Izquierdo (78' Gedoz) Diaby (63' Vossen)         | 27' Simons 34' Engels 60' Butelle 90+4' Vormer |
| 14 september 2016 20:45 Jan Breydelstadion Brugge   |                                                             | 0-1 0-2 0-3     | 5' Albrighton 29' Mahrez 61' Mahrez (pen.) | Butelle Van Rhijn, Engels (53' Poulain), Simons, Denswil, De Bock Vanaken, Vormer, Pina, Izquierdo (78' Gedoz) Diaby (63' Vossen)         | 27' Simons 34' Engels 60' Butelle 90+4' Vormer |
| 27 september 2016 20:45 Parken Kopenhagen           | FC Kopenhagen                                               | 4-0             | Club Brugge                                | Butelle Van Rhijn, Poulain, Denswil, De Bock Vormer, Claudemir, Simons, Vanaken (46' Limbombe), Izquierdo (79' Gedoz) Vossen (63' Wesley) | 58' Vormer 88' Claudemir                       |
| 27 september 2016 20:45 Parken Kopenhagen           | 53' Denswil (own) 64' Delaney 69' Santander 90+2' Jørgensen | 1-0 2-0 3-0 4-0 |                                            | Butelle Van Rhijn, Poulain, Denswil, De Bock Vormer, Claudemir, Simons, Vanaken (46' Limbombe), Izquierdo (79' Gedoz) Vossen (63' Wesley) | 58' Vormer 88' Claudemir                       |
| 18 oktober 2016 20:45 Jan Breydelstadion Brugge     | Club Brugge                                                 | 1-2             | FC Porto                                   | Butelle Poulain, Simons, Denswil Van Rhijn, Vormer, Pina, Claudemir, Limbombe Vossen, Vanaken                                             | 43' Limbombe 83' Simons                        |
| 18 oktober 2016 20:45 Jan Breydelstadion Brugge     | 12' Vossen                                                  | 1-0 1-1 1-2     | 68' Layún 90+2' Silva (pen.)               | Butelle Poulain, Simons, Denswil Van Rhijn, Vormer, Pina, Claudemir, Limbombe Vossen, Vanaken                                             | 43' Limbombe 83' Simons                        |
| 2 november 2016 20:45 Estádio do Dragão Porto       | FC Porto                                                    | 1-0             | Club Brugge                                | Butelle Cools, Poulain, Denswil Van Rhijn, Vormer, Pina, Claudemir, Bolingoli (65' Vanaken) Wesley (77' Izquierdo), Diaby (46' Limbombe)  | 34' Denswil 41' Diaby 86' Vormer 88' Claudemir |
| 2 november 2016 20:45 Estádio do Dragão Porto       | 37' Silva                                                   | 1-0             |                                            | Butelle Cools, Poulain, Denswil Van Rhijn, Vormer, Pina, Claudemir, Bolingoli (65' Vanaken) Wesley (77' Izquierdo), Diaby (46' Limbombe)  | 34' Denswil 41' Diaby 86' Vormer 88' Claudemir |
| 22 november 2016 20:45 King Power Stadium Leicester | Leicester City                                              | 2-1             | Club Brugge                                | Butelle Poulain, Simons, Mechele Cools, Vanaken, Pina (61' Limbombe), Claudemir (84' Wesley), De Bock (71' Van Rhijn) Vossen, Izquierdo   |                                                |
| 22 november 2016 20:45 King Power Stadium Leicester | 5' Okazaki 30' Mahrez (pen.)                                | 1-0 2-0 2-1     | 52' Izquierdo                              | Butelle Poulain, Simons, Mechele Cools, Vanaken, Pina (61' Limbombe), Claudemir (84' Wesley), De Bock (71' Van Rhijn) Vossen, Izquierdo   |                                                |
| 7 december 2016 20:45 Jan Breydelstadion Brugge     | Club Brugge                                                 | 0-2             | FC Kopenhagen                              | Butelle Van Rhijn (77' Vormer), Mechele, Denswil, Cools Claudemir, Pina, Refaelov (66' Vanaken) Gedoz, Wesley, Bolingoli                  | 83' Denswil                                    |
| 7 december 2016 20:45 Jan Breydelstadion Brugge     |                                                             | 0-1 0-2         | 8' Mechele (own) 15' Jørgensen             | Butelle Van Rhijn (77' Vormer), Mechele, Denswil, Cools Claudemir, Pina, Refaelov (66' Vanaken) Gedoz, Wesley, Bolingoli                  | 83' Denswil                                    |

### Groepsfase speeldag 1
|                                                    |             |                |                                     |                                                                                         |
| 14 september 2016 Groepsfase UEFA Champions League | Club Brugge | 0 – 3          | Leicester City                      | Jan Breydelstadion, Brugge Toeschouwers: 20.970 Scheidsrechter: Anastasios Sidiropoulos |
| 14 september 2016 Groepsfase UEFA Champions League |             | Wedstrijdfiche | 5' Albrighton 29', 61' (pen) Mahrez | Jan Breydelstadion, Brugge Toeschouwers: 20.970 Scheidsrechter: Anastasios Sidiropoulos |

| Club Brugge | Leicester City |

| Club Brugge (4–1–4–1): |    |                    |         |
|                        |    |                    |         |
| GK                     | 1  | Ludovic Butelle    | 60'     |
| RB                     | 2  | Ricardo van Rhijn  |         |
| CB                     | 4  | Björn Engels       | 34' 53' |
| CB                     | 24 | Stefano Denswil    |         |
| LB                     | 28 | Laurens De Bock    |         |
| DM                     | 3  | Timmy Simons       | 28'     |
| RM                     | 20 | Hans Vanaken       |         |
| CM                     | 25 | Ruud Vormer        | 90'     |
| CM                     | 15 | Tomás Pina         |         |
| LM                     | 11 | José Izquierdo     | 77'     |
| CF                     | 10 | Abdoulay Diaby     | 62'     |
| Wisselspelers:         |    |                    |         |
|                        |    |                    |         |
| GK                     | 16 | Sébastien Bruzzese |         |
| DF                     | 5  | Benoît Poulain     | 53'     |
| MF                     | 6  | Claudemir          |         |
| FW                     | 9  | Jelle Vossen       | 62'     |
| FW                     | 19 | Felipe Gedoz       | 77'     |
| DF                     | 21 | Dion Cools         |         |
| FW                     | 63 | Boli Bolingoli     |         |
| Coach:                 |    |                    |         |
| Michel Preud'homme     |    |                    |         |

| Leicester City (4–4–2): |    |                   |         |
|                         |    |                   |         |
| GK                      | 1  | Kasper Schmeichel |         |
| RB                      | 2  | Luis Hernández    |         |
| CB                      | 5  | Wes Morgan        |         |
| CB                      | 6  | Robert Huth       |         |
| LB                      | 28 | Christian Fuchs   |         |
| RM                      | 26 | Riyad Mahrez      | 81'     |
| CM                      | 4  | Danny Drinkwater  |         |
| CM                      | 13 | Daniel Amartey    |         |
| LM                      | 11 | Marc Albrighton   |         |
| RF                      | 9  | Jamie Vardy       | 70'     |
| LF                      | 19 | Islam Slimani     | 48' 62' |
| Wisselspelers:          |    |                   |         |
|                         |    |                   |         |
| GK                      | 21 | Ron-Robert Zieler |         |
| DF                      | 3  | Ben Chilwell      |         |
| FW                      | 7  | Ahmed Musa        | 70'     |
| MF                      | 10 | Andy King         |         |
| MF                      | 22 | Demarai Gray      | 81'     |
| FW                      | 23 | Leonardo Ulloa    | 62' 90' |
| DF                      | 27 | Marcin Wasilewski |         |
| Coach:                  |    |                   |         |
| Claudio Ranieri         |    |                   |         |

### Groepsfase speeldag 2
|                                                    |                                                                         |                |             |                                                                       |
| 27 september 2016 Groepsfase UEFA Champions League | FC Kopenhagen                                                           | 4 – 0          | Club Brugge | Parken, Kopenhagen Toeschouwers: 25.605 Scheidsrechter: Craig Thomson |
| 27 september 2016 Groepsfase UEFA Champions League | 53' (e.d.) Denswil 61' Augustinsson 64' Delaney 69' Santander 90' Zanka | Wedstrijdfiche |             | Parken, Kopenhagen Toeschouwers: 25.605 Scheidsrechter: Craig Thomson |

| FC Kopenhagen | Club Brugge |

| FC Kopenhagen (4–4–2): |    |                     |     |
|                        |    |                     |     |
| GK                     | 31 | Robin Olsen         |     |
| RB                     | 22 | Peter Ankersen      |     |
| CB                     | 25 | Zanka               | 56' |
| CB                     | 5  | Erik Berg Johansson |     |
| LB                     | 3  | Ludwig Augustinsson |     |
| RM                     | 7  | Benjamin Verbič     | 67' |
| CM                     | 8  | Thomas Delaney      |     |
| CM                     | 6  | William Kvist       |     |
| LM                     | 33 | Rasmus Falk         |     |
| RF                     | 11 | Andreas Cornelius   |     |
| LF                     | 19 | Federico Santander  | 79' |
| Wisselspelers:         |    |                     |     |
|                        |    |                     |     |
| GK                     | 1  | Stephan Andersen    |     |
| DF                     | 2  | Tom Høgli           |     |
| DF                     | 15 | Mikael Antonsson    |     |
| FW                     | 17 | Kasper Kusk         |     |
| FW                     | 23 | Andrija Pavlović    | 79' |
| MF                     | 24 | Youssef Toutouh     | 67' |
| MF                     | 32 | Danny Amankwaa      | 84' |
| Coach:                 |    |                     |     |
| Ståle Solbakken        |    |                     |     |

| Club Brugge (4–1–4–1): |    |                    |     |
|                        |    |                    |     |
| GK                     | 1  | Ludovic Butelle    |     |
| RB                     | 2  | Ricardo van Rhijn  |     |
| CB                     | 5  | Benoît Poulain     |     |
| CB                     | 24 | Stefano Denswil    |     |
| LB                     | 28 | Laurens De Bock    |     |
| DM                     | 3  | Timmy Simons       | 65' |
| RM                     | 20 | Hans Vanaken       | 46' |
| CM                     | 25 | Ruud Vormer        | 58' |
| CM                     | 6  | Claudemir          | 88' |
| LM                     | 11 | José Izquierdo     | 79' |
| CF                     | 9  | Jelle Vossen       | 63' |
| Wisselspelers:         |    |                    |     |
|                        |    |                    |     |
| GK                     | 16 | Sébastien Bruzzese |     |
| FW                     | 7  | Wesley             | 63' |
| FW                     | 10 | Abdoulay Diaby     |     |
| MF                     | 15 | Tomás Pina         |     |
| FW                     | 17 | Anthony Limbombe   | 46' |
| FW                     | 19 | Felipe Gedoz       | 79' |
| DF                     | 21 | Dion Cools         |     |
| Coach:                 |    |                    |     |
| Michel Preud'homme     |    |                    |     |

### Groepsfase speeldag 3
|                                                  |             |                |                                 |                                                                                   |
| 18 oktober 2016 Groepsfase UEFA Champions League | Club Brugge | 1 – 2          | FC Porto                        | Jan Breydelstadion, Brugge Toeschouwers: 23.325 Scheidsrechter: Paolo Tagliavento |
| 18 oktober 2016 Groepsfase UEFA Champions League | 12' Vossen  | Wedstrijdfiche | 68' Layún 90' (pen) André Silva | Jan Breydelstadion, Brugge Toeschouwers: 23.325 Scheidsrechter: Paolo Tagliavento |

| Club Brugge | FC Porto |

| Club Brugge (4–1–4–1): |    |                   |         |
|                        |    |                   |         |
| GK                     | 1  | Ludovic Butelle   |         |
| RB                     | 2  | Ricardo van Rhijn |         |
| CB                     | 5  | Benoît Poulain    |         |
| CB                     | 3  | Timmy Simons      | 83'     |
| LB                     | 24 | Stefano Denswil   |         |
| DM                     | 6  | Claudemir         |         |
| RM                     | 20 | Hans Vanaken      |         |
| CM                     | 25 | Ruud Vormer       |         |
| CM                     | 15 | Tomás Pina        | 78'     |
| LM                     | 17 | Anthony Limbombe  | 43' 82' |
| CF                     | 9  | Jelle Vossen      | 84'     |
| Wisselspelers:         |    |                   |         |
|                        |    |                   |         |
| GK                     | 41 | Jens Teunckens    |         |
| FW                     | 7  | Wesley            | 84'     |
| FW                     | 19 | Felipe Gedoz      | 78'     |
| FW                     | 21 | Dion Cools        |         |
| FW                     | 42 | Nikola Storm      |         |
| FW                     | 63 | Boli Bolingoli    | 82'     |
| DF                     | 89 | Laurent Lemoine   |         |
| Coach:                 |    |                   |         |
| Michel Preud'homme     |    |                   |         |

| FC Porto (4–4–2 ruit): |    |                  |     |
|                        |    |                  |     |
| GK                     | 1  | Iker Casillas    |     |
| RB                     | 21 | Miguel Layún     | 41' |
| CB                     | 28 | Felipe           |     |
| CB                     | 5  | Iván Marcano     |     |
| LB                     | 13 | Alex Telles      |     |
| DM                     | 22 | Danilo Pereira   |     |
| CM                     | 16 | Héctor Herrera   | 59' |
| CM                     | 25 | Otávio           | 72' |
| AM                     | 30 | Óliver Torres    |     |
| RF                     | 10 | André Silva      |     |
| LF                     | 19 | Diogo Jota       | 60' |
| Wisselspelers:         |    |                  |     |
|                        |    |                  |     |
| GK                     | 12 | José Sá          |     |
| DF                     | 2  | Maxi Pereira     |     |
| DF                     | 4  | Willy Boly       |     |
| FW                     | 8  | Yacine Brahimi   | 59' |
| FW                     | 9  | Laurent Depoitre |     |
| MF                     | 17 | Tecatito         | 60' |
| MF                     | 20 | André André      | 72' |
| Coach:                 |    |                  |     |
| Nuno                   |    |                  |     |

### Groepsfase speeldag 4
|                                                  |                 |                |             |                                                                                        |
| 2 november 2016 Groepsfase UEFA Champions League | FC Porto        | 1 – 0          | Club Brugge | Estádio do Dragão, Porto Toeschouwers: 32.310 Scheidsrechter: Alberto Undiano Mallenco |
| 2 november 2016 Groepsfase UEFA Champions League | 37' André Silva | Wedstrijdfiche |             | Estádio do Dragão, Porto Toeschouwers: 32.310 Scheidsrechter: Alberto Undiano Mallenco |

| FC Porto | Club Brugge |

| FC Porto (4–4–2 ruit): |    |                  |        |
|                        |    |                  |        |
| GK                     | 1  | Iker Casillas    |        |
| RB                     | 2  | Maxi Pereira     |        |
| CB                     | 28 | Felipe           | 35'    |
| CB                     | 5  | Iván Marcano     |        |
| LB                     | 13 | Alex Telles      |        |
| DM                     | 22 | Danilo Pereira   |        |
| CM                     | 16 | Héctor Herrera   | 3' 62' |
| CM                     | 25 | Otávio           | 79'    |
| AM                     | 30 | Óliver Torres    |        |
| RF                     | 10 | André Silva      |        |
| LF                     | 19 | Diogo Jota       | 71'    |
| Wisselspelers:         |    |                  |        |
|                        |    |                  |        |
| GK                     | 12 | José Sá          |        |
| DF                     | 4  | Willy Boly       |        |
| MF                     | 6  | Rúben Neves      | 62'    |
| FW                     | 8  | Yacine Brahimi   |        |
| FW                     | 9  | Laurent Depoitre |        |
| MF                     | 17 | Tecatito         | 71'    |
| DF                     | 21 | Miguel Layún     | 79'    |
| Coach:                 |    |                  |        |
| Nuno                   |    |                  |        |

| Club Brugge (5–3–2): |    |                    |         |
|                      |    |                    |         |
| GK                   | 1  | Ludovic Butelle    |         |
| CB                   | 2  | Ricardo van Rhijn  |         |
| CB                   | 5  | Benoît Poulain     |         |
| CB                   | 24 | Stefano Denswil    | 34'     |
| RWB                  | 21 | Dion Cools         |         |
| CM                   | 15 | Tomás Pina         |         |
| CM                   | 6  | Claudemir          | 88'     |
| AM                   | 25 | Ruud Vormer        | 86'     |
| LWB                  | 63 | Boli Bolingoli     | 65'     |
| RF                   | 10 | Abdoulay Diaby     | 41' 46' |
| LF                   | 7  | Wesley             | 77'     |
| Wisselspelers:       |    |                    |         |
|                      |    |                    |         |
| GK                   | 16 | Sébastien Bruzzese |         |
| FW                   | 9  | Jelle Vossen       |         |
| FW                   | 11 | José Izquierdo     | 77'     |
| FW                   | 17 | Anthony Limbombe   | 46'     |
| FW                   | 19 | Felipe Gedoz       |         |
| MF                   | 20 | Hans Vanaken       | 65'     |
| DF                   | 44 | Brandon Mechele    |         |
| Coach:               |    |                    |         |
| Michel Preud'homme   |    |                    |         |

### Groepsfase speeldag 5
|                                                   |                             |                |               |                                                                                 |
| 22 november 2016 Groepsfase UEFA Champions League | Leicester City              | 2 – 1          | Club Brugge   | King Power Stadium, Leicester Toeschouwers: 31.443 Scheidsrechter: Ruddy Buquet |
| 22 november 2016 Groepsfase UEFA Champions League | 5' Okazaki 30' (pen) Mahrez | Wedstrijdfiche | 52' Izquierdo | King Power Stadium, Leicester Toeschouwers: 31.443 Scheidsrechter: Ruddy Buquet |

| Leicester City | Club Brugge |

| Leicester City (4–4–2): |    |                   |     |
|                         |    |                   |     |
| GK                      | 21 | Ron-Robert Zieler | 90' |
| RB                      | 17 | Danny Simpson     |     |
| CB                      | 5  | Wes Morgan        |     |
| CB                      | 6  | Robert Huth       |     |
| LB                      | 28 | Christian Fuchs   |     |
| RM                      | 26 | Riyad Mahrez      | 68' |
| CM                      | 4  | Danny Drinkwater  |     |
| CM                      | 10 | Andy King         |     |
| LM                      | 11 | Marc Albrighton   | 78' |
| RF                      | 9  | Jamie Vardy       |     |
| LF                      | 20 | Shinji Okazaki    | 68' |
| Wisselspelers:          |    |                   |     |
|                         |    |                   |     |
| GK                      | 12 | Ben Hamer         |     |
| DF                      | 2  | Luis Hernández    |     |
| FW                      | 7  | Ahmed Musa        |     |
| MF                      | 13 | Daniel Amartey    | 78' |
| MF                      | 15 | Jeffrey Schlupp   | 68' |
| MF                      | 22 | Demarai Gray      | 68' |
| FW                      | 23 | Leonardo Ulloa    |     |
| Coach:                  |    |                   |     |
| Claudio Ranieri         |    |                   |     |

| Club Brugge (4–1–4–1): |    |                    |     |
|                        |    |                    |     |
| GK                     | 1  | Ludovic Butelle    |     |
| RB                     | 21 | Dion Cools         |     |
| CB                     | 44 | Brandon Mechele    |     |
| CB                     | 5  | Benoît Poulain     |     |
| LB                     | 28 | Laurens De Bock    | 70' |
| DM                     | 3  | Timmy Simons       |     |
| RM                     | 20 | Hans Vanaken       |     |
| CM                     | 15 | Tomás Pina         | 61' |
| CM                     | 6  | Claudemir          | 85' |
| LM                     | 11 | José Izquierdo     |     |
| CF                     | 9  | Jelle Vossen       |     |
| Wisselspelers:         |    |                    |     |
|                        |    |                    |     |
| GK                     | 16 | Sébastien Bruzzese |     |
| DF                     | 2  | Ricardo van Rhijn  | 70' |
| FW                     | 7  | Wesley             | 85' |
| FW                     | 17 | Anthony Limbombe   | 61' |
| FW                     | 19 | Felipe Gedoz       |     |
| DF                     | 24 | Stefano Denswil    |     |
| FW                     | 63 | Boli Bolingoli     |     |
| Coach:                 |    |                    |     |
| Michel Preud'homme     |    |                    |     |

### Groepsfase speeldag 6
|                                                  |             |                |                             |                                                                                |
| 7 december 2016 Groepsfase UEFA Champions League | Club Brugge | 0 – 2          | FC Kopenhagen               | Jan Breydelstadion, Brugge Toeschouwers: 18.981 Scheidsrechter: Michael Oliver |
| 7 december 2016 Groepsfase UEFA Champions League |             | Wedstrijdfiche | 8' (e.d.) Mechele 15' Zanka | Jan Breydelstadion, Brugge Toeschouwers: 18.981 Scheidsrechter: Michael Oliver |

| Club Brugge | FC Kopenhagen |

| Club Brugge (4–1–4–1): |    |                    |     |
|                        |    |                    |     |
| GK                     | 1  | Ludovic Butelle    |     |
| RB                     | 2  | Ricardo van Rhijn  | 77' |
| CB                     | 44 | Brandon Mechele    |     |
| CB                     | 24 | Stefano Denswil    | 83' |
| LB                     | 21 | Dion Cools         |     |
| DM                     | 6  | Claudemir          |     |
| RM                     | 19 | Felipe Gedoz       |     |
| CM                     | 15 | Tomás Pina         |     |
| CM                     | 8  | Lior Refaelov      | 66' |
| LM                     | 63 | Boli Bolingoli     |     |
| CF                     | 7  | Wesley             |     |
| Wisselspelers:         |    |                    |     |
|                        |    |                    |     |
| GK                     | 16 | Sébastien Bruzzese |     |
| MF                     | 3  | Timmy Simons       |     |
| DF                     | 5  | Benoît Poulain     |     |
| FW                     | 9  | Jelle Vossen       |     |
| FW                     | 17 | Anthony Limbombe   |     |
| MF                     | 20 | Hans Vanaken       | 66' |
| MF                     | 25 | Ruud Vormer        | 77' |
| Coach:                 |    |                    |     |
| Michel Preud'homme     |    |                    |     |

| FC Kopenhagen (4–4–2): |    |                     |         |
|                        |    |                     |         |
| GK                     | 31 | Robin Olsen         |         |
| RB                     | 22 | Peter Ankersen      | 89'     |
| CB                     | 25 | Zanka               |         |
| CB                     | 5  | Erik Berg Johansson |         |
| LB                     | 3  | Ludwig Augustinsson |         |
| RM                     | 24 | Youssef Toutouh     |         |
| CM                     | 8  | Thomas Delaney      |         |
| CM                     | 6  | William Kvist       | 45'     |
| LM                     | 33 | Rasmus Falk         | 58'     |
| RF                     | 11 | Andreas Cornelius   |         |
| LF                     | 23 | Andrija Pavlović    | 10' 88' |
| Wisselspelers:         |    |                     |         |
|                        |    |                     |         |
| GK                     | 1  | Stephan Andersen    |         |
| DF                     | 2  | Tom Høgli           | 89'     |
| FW                     | 9  | Bashkim Kadrii      |         |
| DF                     | 15 | Mikael Antonsson    |         |
| MF                     | 16 | Ján Greguš          | 58'     |
| FW                     | 17 | Kasper Kusk         |         |
| MF                     | 35 | Aboubakar Keita     | 88'     |
| Coach:                 |    |                     |         |
| Ståle Solbakken        |    |                     |         |

### Eindstand groepsfase Champions League, groep G
| Club           | Wed | Win | Gel | Ver | DV | DT | +/− | Pnt |
| -------------- | --- | --- | --- | --- | -- | -- | --- | --- |
| Leicester City | 6   | 4   | 1   | 1   | 7  | 6  | +1  | 13  |
| FC Porto       | 6   | 3   | 2   | 1   | 9  | 3  | +6  | 11  |
| FC Kopenhagen  | 6   | 2   | 3   | 1   | 7  | 2  | +5  | 9   |
| Club Brugge    | 6   | 0   | 0   | 6   | 2  | 14 | −12 | 0   |

## Beker van België

### Wedstrijden
| Wedstrijddetails                                  | Thuisploeg                              | Uitslag             | Uitploeg               | Opstelling | Kaarten                                           |
| ------------------------------------------------- | --------------------------------------- | ------------------- | ---------------------- | --- | ------------------------------------------------- |
| 1/16 finale                                       |                                         |                     |                        | |                                                   |
| 20 september 2016 20:00 Jan Breydelstadion Brugge | Club Brugge                             | 3-1                 | Lommel United (1B)     | Butelle Cools, Simons, Poulain, De Bock Vormer (84' Van Rhijn), Claudemir, Vanaken (73' Storm) Gedoz (87' Bolingoli), Diaby, Limbombe       | 32' Cools 57' De Bock                             |
| 20 september 2016 20:00 Jan Breydelstadion Brugge | 38' Vormer 45+2' Gedoz 63' Limbombe     | 0-1 1-1 2-1 3-1     | 26' Adesanya           | Butelle Cools, Simons, Poulain, De Bock Vormer (84' Van Rhijn), Claudemir, Vanaken (73' Storm) Gedoz (87' Bolingoli), Diaby, Limbombe       | 32' Cools 57' De Bock                             |
| 1/8 finale                                        |                                         |                     |                        | |                                                   |
| 29 november 2016 20:00 Kehrwegstadion Eupen       | KAS Eupen                               | 3-2                 | Club Brugge            | Butelle Van Rhijn, Poulain, Denswil, De Bock (46' Cools) Vormer, Claudemir, Vanaken Limbombe (63' Wesley), Vossen, Izquierdo (82' Refaelov) | 17' De Bock 38' Van Rhijn 65' Vormer 90+2' Wesley |
| 29 november 2016 20:00 Kehrwegstadion Eupen       | 22' García 47' Onyekuru 90+5' Blondelle | 1-0 2-0 2-1 2-2 3-2 | 61' Vanaken 66' Vossen | Butelle Van Rhijn, Poulain, Denswil, De Bock (46' Cools) Vormer, Claudemir, Vanaken Limbombe (63' Wesley), Vossen, Izquierdo (82' Refaelov) | 17' De Bock 38' Van Rhijn 65' Vormer 90+2' Wesley |

### Laatste 16
Dit schema toont de laatste 16 overgebleven clubs en de wedstrijden vanaf de 1/8 finales.
|  | 1/8 finale         | 1/8 finale    |       |                    | kwartfinale | kwartfinale |  |               | halve finale | halve finale | halve finale | halve finale |  |             | finale | finale |
|  |                    |               |       |                    |             |             |  |               |              |              |              |              |  |             |        |        |
|  | Sporting Charleroi | 2 (5)         |       |                    |             |             |  |               |              |              |              |              |  |             |        |        |
|  | RSC Anderlecht     | 2 (3)         |       |                    |             |             |  |               |              |              |              |              |  |             |        |        |
|  | RSC Anderlecht     | 2 (3)         |       | Sporting Charleroi | 1           |             |  |               |              |              |              |              |  |             |        |        |
|  |                    |               |       | Sporting Charleroi | 1           |             |  |               |              |              |              |              |  |             |        |        |
|  |                    | KRC Genk      | 3     |                    |             |             |  |               |              |              |              |              |  |             |        |        |
|  | Waasland-Beveren   | KRC Genk      | 3     | 1                  |             |             |  |               |              |              |              |              |  |             |        |        |
|  | Waasland-Beveren   |               |       | 1                  |             |             |  |               |              |              |              |              |  |             |        |        |
|  | KRC Genk           | 3             |       |                    |             |             |  |               |              |              |              |              |  |             |        |        |
|  | KRC Genk           | 3             |       |                    |             |             |  | KV Oostende   | 1            | 1            | 2            |              |  |             |        |        |
|  |                    |               |       |                    |             |             |  | KV Oostende   | 1            | 1            | 2            |              |  |             |        |        |
|  |                    | KRC Genk      | 1     | 0                  | 1           |             |  |               |              |              |              |              |  |             |        |        |
|  | AFC Tubize (II)    | KRC Genk      | 1     | 0                  | 1           | 3           |  |               |              |              |              |              |  |             |        |        |
|  | AFC Tubize (II)    |               |       |                    |             | 3           |  |               |              |              |              |              |  |             |        |        |
|  | KV Oostende        | 4             |       |                    |             |             |  |               |              |              |              |              |  |             |        |        |
|  | KV Oostende        | 4             |       | KV Oostende        | 1           |             |  |               |              |              |              |              |  |             |        |        |
|  |                    |               |       | KV Oostende        | 1           |             |  |               |              |              |              |              |  |             |        |        |
|  |                    | KAA Gent      | 0     |                    |             |             |  |               |              |              |              |              |  |             |        |        |
|  | KAA Gent           | KAA Gent      | 0     | 1                  |             |             |  |               |              |              |              |              |  |             |        |        |
|  | KAA Gent           |               |       | 1                  |             |             |  |               |              |              |              |              |  |             |        |        |
|  | Sporting Lokeren   | 0             |       |                    |             |             |  |               |              |              |              |              |  |             |        |        |
|  | Sporting Lokeren   | 0             |       |                    |             |             |  |               |              |              |              |              |  | KV Oostende | 3 (2)  |        |
|  |                    |               |       |                    |             |             |  |               |              |              |              |              |  | KV Oostende | 3 (2)  |        |
|  |                    | Zulte Waregem | 3 (4) |                    |             |             |  |               |              |              |              |              |  |             |        |        |
|  | ASV Geel (III)     | Zulte Waregem | 3 (4) | 1                  |             |             |  |               |              |              |              |              |  |             |        |        |
|  | ASV Geel (III)     |               |       | 1                  |             |             |  |               |              |              |              |              |  |             |        |        |
|  | Zulte Waregem      | 2             |       |                    |             |             |  |               |              |              |              |              |  |             |        |        |
|  | Zulte Waregem      | 2             |       | Zulte Waregem      | 2           |             |  |               |              |              |              |              |  |             |        |        |
|  |                    |               |       | Zulte Waregem      | 2           |             |  |               |              |              |              |              |  |             |        |        |
|  |                    | Sint-Truiden  | 0     |                    |             |             |  |               |              |              |              |              |  |             |        |        |
|  | Sint-Truiden       | Sint-Truiden  | 0     | 2 (4)              |             |             |  |               |              |              |              |              |  |             |        |        |
|  | Sint-Truiden       |               |       | 2 (4)              |             |             |  |               |              |              |              |              |  |             |        |        |
|  | KV Mechelen        | 2 (3)         |       |                    |             |             |  |               |              |              |              |              |  |             |        |        |
|  | KV Mechelen        | 2 (3)         |       |                    |             |             |  | Zulte Waregem | 1            | 2            | 3            |              |  |             |        |        |
|  |                    |               |       |                    |             |             |  | Zulte Waregem | 1            | 2            | 3            |              |  |             |        |        |
|  |                    | KAS Eupen     | 0     | 0                  | 0           |             |  |               |              |              |              |              |  |             |        |        |
|  | KAS Eupen          | KAS Eupen     | 0     | 0                  | 0           | 3           |  |               |              |              |              |              |  |             |        |        |
|  | KAS Eupen          |               |       |                    |             | 3           |  |               |              |              |              |              |  |             |        |        |
|  | Club Brugge        | 2             |       |                    |             |             |  |               |              |              |              |              |  |             |        |        |
|  | Club Brugge        | 2             |       | KAS Eupen          | 4           |             |  |               |              |              |              |              |  |             |        |        |
|  |                    |               |       | KAS Eupen          | 4           |             |  |               |              |              |              |              |  |             |        |        |
|  |                    | KV Kortrijk   | 0     |                    |             |             |  |               |              |              |              |              |  |             |        |        |
|  | KV Kortrijk        | KV Kortrijk   | 0     | 1                  |             |             |  |               |              |              |              |              |  |             |        |        |
|  | KV Kortrijk        |               |       | 1                  |             |             |  |               |              |              |              |              |  |             |        |        |
|  | Excel Moeskroen    | 0             |       |                    |             |             |  |               |              |              |              |              |  |             |        |        |

Opmerking: het getal tussen haakjes duidt op het resultaat in de strafschoppenreeks

## Statistieken
De speler met de meeste wedstrijden is in het groen aangeduid, de speler met de meeste doelpunten in het geel.
| Nr. | Naam                | Jupiler Pro League | Jupiler Pro League | Beker van België | Beker van België | Supercup | Supercup | Champions League | Champions League | Totaal | Totaal |
| Nr. | Naam                | Wed                | Goals              | Wed              | Goals            | Wed      | Goals    | Wed              | Goals            | Wed    | Goals  |
| --- | ------------------- | ------------------ | ------------------ | ---------------- | ---------------- | -------- | -------- | ---------------- | ---------------- | ------ | ------ |
| 1.  | Ludovic Butelle     | 36                 | 0                  | 2                | 0                | 1        | 0        | 6                | 0                | 45     | 0      |
| 2.  | Ricardo van Rhijn   | 21                 | 3                  | 2                | 0                | 0        | 0        | 6                | 0                | 29     | 3      |
| 3.  | Timmy Simons        | 35                 | 0                  | 1                | 0                | 1        | 0        | 4                | 0                | 41     | 0      |
| 4.  | Björn Engels        | 22                 | 2                  | 0                | 0                | 0        | 0        | 1                | 0                | 23     | 2      |
| 5.  | Benoît Poulain      | 20                 | 0                  | 2                | 0                | 0        | 0        | 5                | 0                | 27     | 0      |
| 6.  | Claudemir           | 33                 | 1                  | 2                | 0                | 1        | 0        | 5                | 0                | 41     | 1      |
| 7.  | Wesley Moraes       | 25                 | 6                  | 1                | 0                | 1        | 0        | 5                | 0                | 32     | 6      |
| 8.  | Lior Refaelov       | 21                 | 2                  | 1                | 0                | 1        | 0        | 1                | 0                | 24     | 2      |
| 9.  | Jelle Vossen        | 39                 | 16                 | 1                | 1                | 1        | 0        | 4                | 1                | 45     | 18     |
| 10. | Abdoulay Diaby      | 16                 | 0                  | 1                | 0                | 1        | 0        | 2                | 0                | 20     | 0      |
| 11. | José Izquierdo      | 28                 | 14                 | 1                | 0                | 1        | 1        | 4                | 1                | 34     | 16     |
| 13. | Helibelton Palacios | 11                 | 0                  | 0                | 0                | 0        | 0        | 0                | 0                | 11     | 0      |
| 15. | Tomás Pina          | 6                  | 1                  | 0                | 0                | 0        | 0        | 5                | 0                | 11     | 1      |
| 16. | Sébastien Bruzzese  | 0                  | 0                  | 0                | 0                | 0        | 0        | 0                | 0                | 0      | 0      |
| 17. | Anthony Limbombe    | 23                 | 0                  | 2                | 1                | 0        | 0        | 4                | 0                | 29     | 1      |
| 18. | Felipe Gedoz        | 5                  | 1                  | 1                | 1                | 0        | 0        | 4                | 0                | 10     | 2      |
| 20. | Hans Vanaken        | 39                 | 9                  | 2                | 1                | 1        | 0        | 6                | 0                | 48     | 10     |
| 21. | Dion Cools          | 24                 | 3                  | 2                | 0                | 1        | 0        | 3                | 0                | 30     | 3      |
| 22. | Ethan Horvath       | 4                  | 0                  | 0                | 0                | 0        | 0        | 0                | 0                | 4      | 0      |
| 24. | Stefano Denswil     | 39                 | 1                  | 1                | 0                | 1        | 0        | 5                | 0                | 46     | 1      |
| 25. | Ruud Vormer         | 38                 | 9                  | 2                | 1                | 1        | 1        | 5                | 0                | 46     | 11     |
| 27. | Lex Immers          | 10                 | 1                  | 0                | 0                | 0        | 0        | 0                | 0                | 10     | 1      |
| 28. | Laurens De Bock     | 18                 | 0                  | 2                | 0                | 1        | 0        | 3                | 0                | 24     | 0      |
| 29. | Dorin Rotariu       | 11                 | 1                  | 0                | 0                | 0        | 0        | 0                | 0                | 11     | 1      |
| 42. | Nikola Storm        | 5                  | 0                  | 1                | 0                | 0        | 0        | 0                | 0                | 6      | 0      |
| 44. | Brandon Mechele     | 0                  | 0                  | 0                | 0                | 0        | 0        | 2                | 0                | 2      | 0      |
| 63. | Boli Bolingoli      | 8                  | 0                  | 1                | 0                | 1        | 0        | 3                | 0                | 13     | 0      |
| 93. | Thibault Vlietinck  | 2                  | 0                  | 0                | 0                | 0        | 0        | 0                | 0                | 2      | 0      |
| 96. | Ahmed Touba         | 5                  | 0                  | 0                | 0                | 0        | 0        | 0                | 0                | 5      | 0      |